# Maripa repens
Maripa repens là một loài thực vật có hoa trong họ Bìm bìm. Loài này được Rusby mô tả khoa học đầu tiên năm 1920.